# Frederik Hammond
Frederik Hammond (omkring 1719 – 7. december 1758) var en dansk kancelliråd og falskmøntner.
Frederik Hammond var født uden for ægteskab i Danmark, men mens en familieangivelse gør ham til en uægte søn af Edvard Hammond, hvilket må være urigtigt efter hans fødselstid, hedder det i en med hans død samtidig kilde, at han havde antaget navnet efter sin stedfader, moderens senere mand. Efter sin egen angivelse må han være født 1718 eller 1719.
Da hans fattigdom forbød ham at følge sin lyst til studeringer, gik han 1738 i krigstjeneste, først i Danmark og siden i Rusland. Efter hjemkomsten blev han 1739 student med Ludvig Holberg som privatpræceptor. Han var derpå i otte år sekretær ved Grænsekommissionen under generalmajor Johan Mangelsen og fik i denne tid titel af kancellisekretær 1749 og 1750 af virkelig kancelliråd samt blev medlem af Det kongelige danske Selskab for Fædrelandets Historie.
Han havde gode og formående forbindelser i regeringskollegierne og sendtes udenlands i offentligt ærinde. I begyndelsen af 1750'erne fik han en pension og bosatte sig nu i Norge for at drive fabrikvæsen og anlagde en salpeterfabrik, en kobberplathammer ("Frederiksfors" i Gudbrandsdalen), et teglværk osv., men da disse anlæg ikke ville lønne sig, rejste han 1755 tilbage til Danmark for at søge et lån af staten på 6000 rigsdaler, men opnåede kun en mindre, årlig understøttelse, der ikke var tilstrækkelig, hvorfor han snart fulgte det "Achitophels Raad", som han fik juleaften 1756, som det synes, af sin fuldmægtig, den svenske fabrikør Anders Sundblad Andersson: at gøre falske pengesedler. Et års tid senere blev sagen anmeldt af en uven i Næs Sogn på Romerike, hvor Hammond boede på gården Ejdsvold. Under et for ham smigrende påskud blev han kaldt til København, hvor han snart røbede sig og blev arresteret; uagtet flere forsøg på at redde deres liv blev gjorte, halshuggedes dog både Hammond og hans medhjælper 7. december 1758, hvilket var den sidste henrettelse, der foregik på Gammeltorv.
Frederik Hammond var utvivlsomt et godt hoved, men uden al moralsk holdning: Spiller og bespotter af religionen, dårlig ægtemand og fader, hvilket han til dels erkender i den Svanesang, som 1759 udgaves efter hans begæring af hans hustru, Birgitte Judithe født Cimber, med hvem han blev gift i Christiania 26. januar 1747, og som vistnok var en datter af foged Niels Nielsen Cimber i Fosen. Endnu fra sit fængsel gør han en mængde forslag, navnlig af statsøkonomisk beskaffenhed, til dels gode og nyttige, til dels rent fantastiske.